# Formule 750
La Formule 750 était une série de courses de vitesse moto organisée par la Fédération internationale de motocyclisme (FIM) basée sur des moteurs d'une cylindrée de 750 centimètres cubes .

## Historique

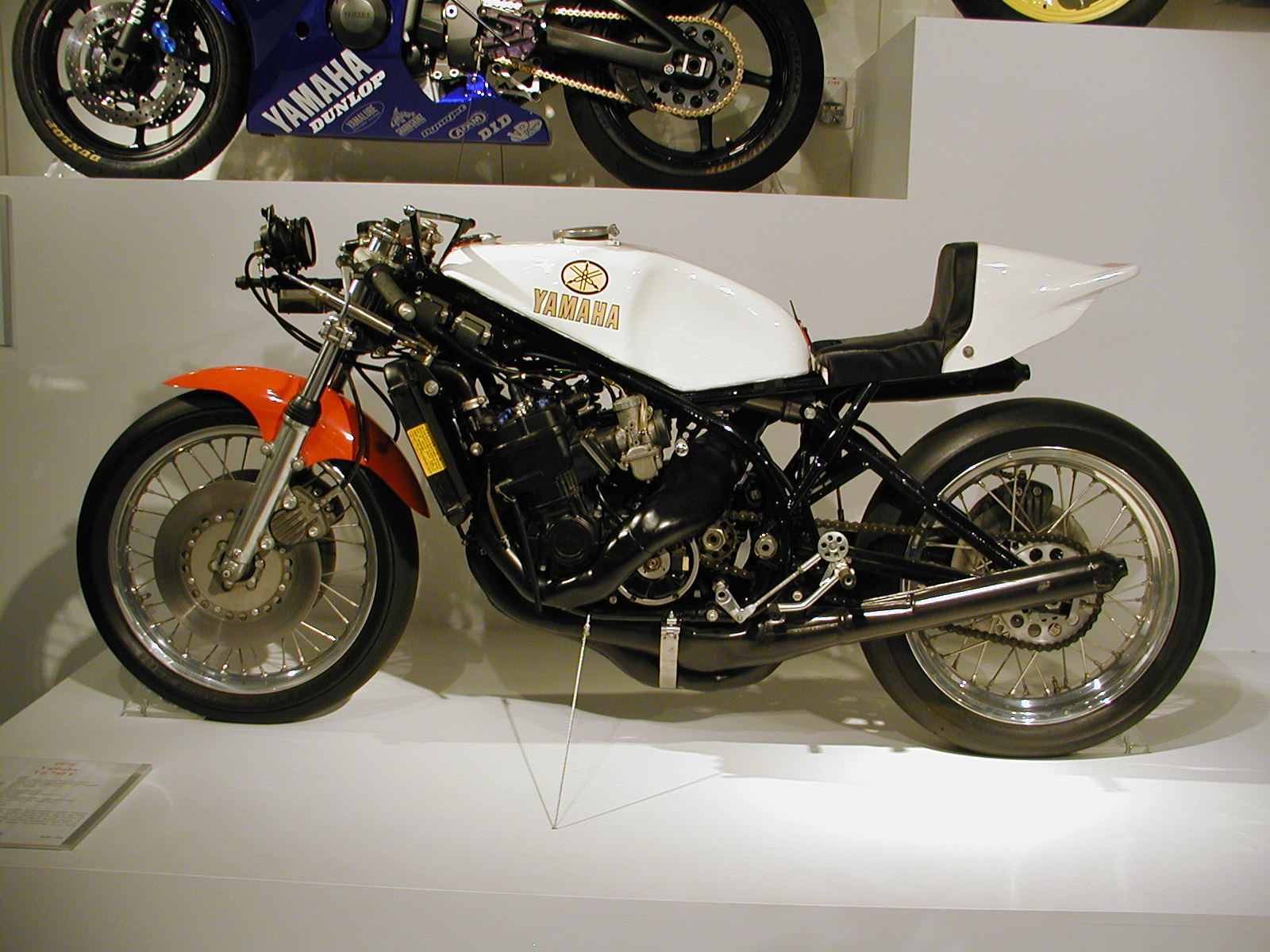
La Yamaha TZ 750 E de 1979

Au cours du 20e siècle, des compétitions utilisant des machines de cette cylindrée ont été organisées à plusieurs reprises.
Au début des années 70, devant le succès grandissant de ce type de moto (notamment pour la course  mythique américaine des 200 miles de Daytona), la FIM lance une compétition internationale annuelle, appelée Trophée FIM 750 de 1973 à 1974.
De 1975 à 1976, cette compétition devient le Championnat d'Europe 750, puis le Championnat du monde 750 de 1977 à 1979, dont les épreuves ne sont pas disputées au sein des Grands prix moto.
Cette catégorie 750 est alors en concurrence avec la catégorie 500 des Grands prix. La FIM décide de ne conserver que cette dernière comme catégorie reine, et abandonne en conséquence la catégorie 750 fin 1979, notamment parce qu' elle est quasiment devenue une compétition mono-marque avec l'outrageante domination des Yamaha avec sa TZ 750. De plus la qualité des pneumatiques de cette époque n'est pas en parfaite adéquation avec la puissance élevée des moteurs 750 2 temps. 
Entre 1973 et 1979, 102 courses de formule 750 ont été organisées.
Barry Sheene a remporté  le premier championnat en 1973, avant d'être sacré Champion du monde 500 en 1976 et 1977.
Patrick Pons a été sacré Champion du monde Formule 750 en 1979, devenant ainsi le premier pilote français champion du monde dans un sport mécanique.

## Champions
| Année | Compétition              | Champion                    |
| ----- | ------------------------ | --------------------------- |
| 1973  | Trophée FIM 750          | Barry Sheene (Suzuki)       |
| 1974  | Trophée FIM 750          | John Dodds (en) (Yamaha)    |
| 1975  | Championnat d'Europe 750 | Jack Findlay (Yamaha)       |
| 1976  | Championnat d'Europe 750 | Victor Palomo (es) (Yamaha) |
| 1977  | Championnat du monde 750 | Steve Baker (en) (Yamaha)   |
| 1978  | Championnat du monde 750 | Johnny Cecotto (Yamaha)     |
| 1979  | Championnat du monde 750 | Patrick Pons (Yamaha)       |